# Grünau, Namibia
Grünau este un oraș din Namibia.